# 宇賀なつみ
宇賀 なつみ（うが なつみ、1986年6月20日 - ）は、日本のフリーアナウンサー、タレント。元テレビ朝日アナウンサー。

## 略歴

### 生い立ち
東京都練馬区出身。父の職業が建築家であることを公表している。東京都立大泉高等学校、立教大学社会学部産業関係学科卒業。
小学校時代はバレーボールとバトン、中学時代は吹奏楽部、高校では応援団の活動をしていた。高校時代には、チアリーダーに憧れて応援団に入ったものの、入団後は学生服姿で応援していた。

### テレビ朝日アナウンサー
大学卒業後の2009年4月1日に、アナウンサーとしてテレビ朝日に入社。入社当日に『報道ステーション』の2代目気象キャスターとして、番組デビューを果たした。
同期入社のアナウンサーは、板倉朋希・加藤真輝子・三上大樹。ただし、宇賀と加藤は、入社直後から平日の帯番組へレギュラーで出演していた（加藤の出演番組は『やじうまプラス』）。そのため、通常はテレビ朝日および主要系列局の新人・若手アナウンサーが務める全国高校野球選手権大会中継（朝日放送制作）の「燃えろ!ねったまアルプス」リポーターを経験していない。2009年の中継には、テレビ朝日から男性アナウンサーの板倉と三上が派遣されている。
入社当日から2014年3月28日までの5年間は、レギュラー番組を『報道ステーション』に限定。2011年8月15日から、先輩アナウンサー・武内絵美が出産・育児休暇に入ったことを受けて、武内の後任でスポーツキャスターに就任した（武内は2013年からニュースリポーターとして復帰）。また、武内が担当していた「朝日新聞」夕刊の連載企画『戦士のほっとタイム』のインタビュアーも、同年9月20日付の紙面から継承。2013年3月29日には、同企画の内容をまとめた自身初の著書『宇賀なつみ　戦士のほっとタイム』が、朝日新聞出版から刊行された。
2014年3月31日からは、平日早朝の情報番組『グッド!モーニング』のサブキャスターに異動。4月14日からは、『ここがポイント!!池上彰解説塾』（『報道ステーション』月曜日の前枠番組）で、出身高校の先輩・池上彰と共演している。その一方で、同月2日から2015年5月3日まで放送されていた深夜番組『初めて○○やってみた』では、MCとして、入社後初めてバラエティ番組にレギュラーで出演。6月9日発売の『週刊プレイボーイ』（集英社）には、同番組への出演開始にちなんで、「初めてグラビアやってみた」というテーマで撮影されたグラビアが掲載されている。
2016年4月に花見の最中に転倒して右ひじを骨折し、ギプス姿でテレビ出演したことがある。
『ここがポイント!!池上彰解説塾』と後継番組・『池上彰のニュースそうだったのか!!（2015年4月放送開始）において池上のアシスタントを務めている。同年10月改編では、『グッド!モーニング』のサブキャスターから、『羽鳥慎一モーニングショー』のアシスタントに転じている。
2019年3月末で『羽鳥慎一モーニングショー』を降板し、入社から10年の節目をもってテレビ朝日を退社。退社後の活動については「個人でコツコツと活動していく」とし、自身のInstagramを通じて情報発信していくとしている。
2024年2月にも肋骨を骨折していると公表した。

### フリーアナウンサー
2019年4月よりフリーアナウンサーに転身し、同月1日付で公式ウェブサイトを開設。『池上彰のニュースそうだったのか!!』の進行を引き続き担当する一方で、同月より放送予定の初の冠レギュラー番組『川柳居酒屋なつみ』（テレビ朝日）でMCを務める。またTBSラジオにて『宇賀なつみ BATON』を、TOKYO FMにて『日本郵便 SUNDAY'S POST』のパーソナリティを務めるなど、これまで未経験の分野であったラジオディスクジョッキーにも挑戦する。
2020年4月4日スタートの関西テレビ・フジテレビ系列の土曜朝情報バラエティ番組『土曜はナニする!?』では山里亮太（南海キャンディーズ）とコンビを組んで司会に起用される。宇賀にとってはフリー転向後初となる他局レギュラー番組ともなる。

### 私生活
立教大学時代の同級生だった会社員男性と、2017年5月5日に婚姻届を提出し結婚。同月9日放送の『羽鳥慎一モーニングショー』の番組冒頭にて発表した。
2023年10月1日、自身のInstagramを更新し、離婚したことを報告した。

## 人物

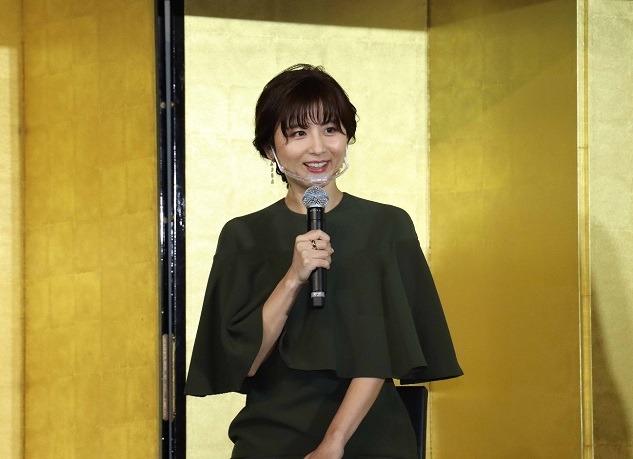
2020年11月撮影

身長164cm。右利きだが右ひじ骨折時に両利きになろうと訓練した過去がある。
趣味は旅行、音楽、ドライブ。
酒好きである。「テレ朝イチの酒豪」として知られるほどで、一晩でワイン3本を空けることもあるという。100歳になっても酒を飲みたいと述べている。
資格は普通自動車免許、漢字検定2級。
女優の観月ありさは、練馬区内の小学校・中学校の先輩に当たる。
TBS出身のフリーアナウンサー・田中みな実とは、同じ2009年にアナウンサーになった縁で交流がある。
2020年現在の宇賀は芸能事務所には所属せず、個人事務所にての活動が仕事の基盤である。「宇賀はやりたい仕事だけをやる、というマイペース型。それでいてしっかり成功するのは、相当に計算された処世術があるはず」・前述のお酒の話と絡めて「（宇賀は）酒は呑んでも、酒の勢いは借りない堅実処世。」とも評されている。
2021年4月以降は必ず週2日は休み、かつ月2回は週3回休むと決めて、それを死守しているという。

## 出演

### テレビ番組
テレビ朝日アナウンサー時代
- 報道ステーション（2009年4月1日 - 2014年3月28日）
  - 2代目気象キャスター（2009年4月1日 - 2011年8月12日）
  - スポーツキャスター（2011年8月15日 - 2014年3月28日）
- 選挙ステーション（2009年8月30日、2010年7月11日）- リポータ―
- 初めて○○やってみた（2014年4月2日 - 2015年5月3日）- MC
- グッド!モーニング（2014年3月31日 - 2015年9月25日） - MC

2014年4月から同年9月までは内包番組「ANN朝ニュース」を担当した。
- 羽鳥慎一モーニングショー（2015年9月28日 - 2019年3月29日） - アシスタント[42]

フリーアナウンサーへ転身以降
- ここがポイント!!池上彰解説塾 → 池上彰のニュースそうだったのか!! （2014年4月14日 - 、テレビ朝日） - アシスタント→進行 ※テレビ朝日在籍時代から継続して出演
- 川柳居酒屋なつみ（2019年4月3日 -  2021年9月25日 、テレビ朝日） - 川柳居酒屋の女将[20][21]
- ニッポンの酒（テレビ朝日系列）
  - 坂上・橋下のニッポンの酒（2019年12月27日）
  - 坂上・古舘・宇賀のニッポンの酒（2020年12月30日）
  - 坂上・良純・宇賀のニッポンの酒（2021年12月28日）
  - 坂上・古田・宇賀のニッポンの酒（2022年年12月29日）
- 宇賀なつみの呑んで歩いて旅をして（BSフジ）
  - 沼津・三島編（2020年3月8日）
  - リモート家呑み編（2020年5月2日）
  - 今回もオンライン呑み編（2020年6月6日）
  - 谷根千編（2020年10月31日）
- 土曜はナニする!?（2020年4月4日 - 、関西テレビ制作・フジテレビ系） - 司会[24]
- 宇賀なつみのそこ教えて!（政府広報）
  - （2020年4月5日 - 2020年9月27日、BS-TBS）
  - （2020年10月2日 - 2022年3月25日、BS朝日）

### テレビドラマ
- うつ病九段（2020年12月20日、NHK BSプレミアム） - 本人 役[43]
- マイファミリー 第1話・第9話・最終話（2022年4月10日・6月5・12日、TBS）- キャスター 役

### ラジオ
- 日本郵便 SUNDAY'S POST（2019年4月7日 - 、TOKYO FM） - パーソナリティ[23]
- P.S.MUSIC（2019年4月7日 - 2020年3月29日・2023年4月2日 - 9月24日・11月5日 - 2024年3月31日）（JFN38局） - パーソナリティ
  - P.S.冷凍めん（2023年10月1日 - 29日〈全5回〉）
- 宇賀なつみ BATON（2019年4月12日 - 9月27日、TBSラジオ） - パーソナリティ[22]
- Blue Ocean (2019年8月5日 - 9日・2020年5月4日 - 5月8日、TOKYO FM) - 代理パーソナリティー
- テンカイズ（2019年10月2日 - 2023年9月24日、TBSラジオ） - パーソナリティ[44][45]。
- ホリデースペシャル RADIO EXPO〜赤坂パビリオン〜（2020年2月11日、TBSラジオ） - 第2部パーソナリティ
- うれし！おいし！れいとうめん！（2024年10月5日 - 26日〈全4回〉）（JFN38局） - パーソナリティ

### 映画
- クレヨンしんちゃん オラの引越し物語 サボテン大襲撃（2015年、東宝） - ウガ・アーナ 役（声の出演）

### Web
- 松本隆 作詞活動50周年記念オフィシャル・プロジェクト「風街ちゃんねる」（2020年12月12日 - 2021年10月31日[月1回配信、全6回]） - MC[46]
- 「キングダムニュース」(2022年4月 - [週1回配信]) - アナウンサー[47]

### ナレーター
- 「世界大自然紀行:スカンジナビア半島」（ナショナルジオグラフィック）  - 日本語ナレーション

### その他
- 一日警察署長 練馬警察署（2023年12月3日）[48]

## 新聞連載
- 朝日新聞夕刊スポーツ面『戦士のほっとタイム』インタビュアー（基本として月に1回のペースで掲載）

2014年4月からは2016年3月までは、後輩アナウンサー・青山愛（2017年6月にテレビ朝日を退社）が、『報道ステーション』のスポーツ担当と共に引き継いだ。

## 著書
- 『宇賀なつみ　戦士のほっとタイム』（朝日新聞出版、2013年3月29日）ISBN 978-4022510679[8]
- じゆうがたび（幻冬舎、2023年2月22日）ISBN 978-4344040410[49][50]

## 同期入社のアナウンサー
- 板倉朋希
- 加藤真輝子
- 三上大樹（2024年10月に死去）